# Lee Greenwood
Melvin Lee Greenwood (nascido em 27 de outubro de 1942) é um músico, compositor e cantor country dos Estados Unidos. Ativo desde 1962, ele já lançou mais de vinte discos e teve 35 singles que alcançaram posições nas paradas de sucesso de música country da Billboard.
Greenwood é conhecido por sua canção patriótica "God Bless the U.S.A.", que foi lançada em 1984 e acabou sendo um enorme sucesso, ressurgindo em popularidade durante a Guerra do Golfo de 1991 e nos Atentados de 11 de setembro de 2001. Outras sete canções dele chegou no topo das paradas da música country.
Na vida pessoal, Greenwood é Republicano e conservador. Já foi casado quatro vezes e tem três filhos. Sua atual esposa é Kimberly Payne, ex Miss Tennessee.